# راجين (إله الرعد)
رايجين (雷神) هو إله الرعد، والعاصفة في دين شنتو في الأساطير اليابانية.

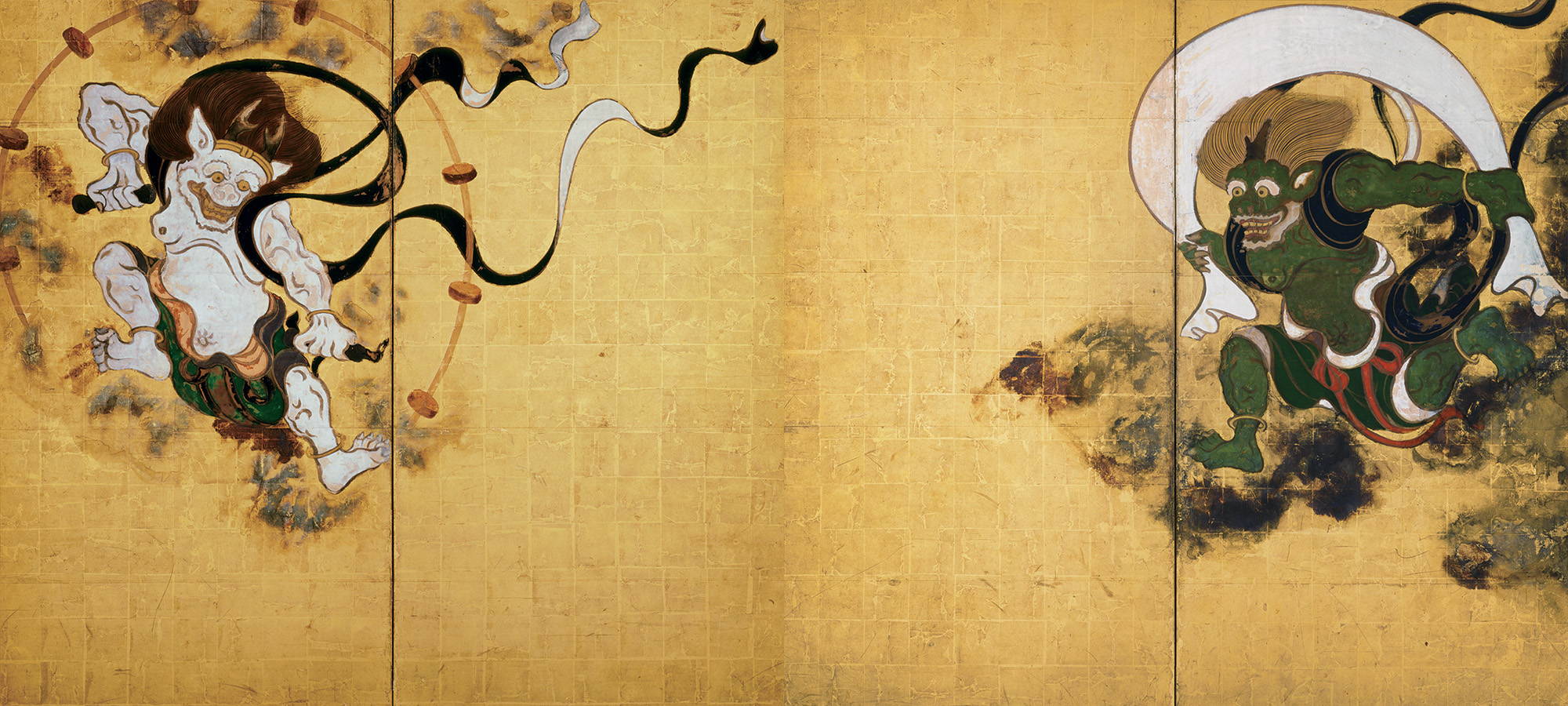
لوحة لفوجين و رايجين رسمت بواسطة Tawaraya Sōtatsu, يظهر فوجين على اليمين ورايجين على اليسار.

يشتق اسمه من اليابانية 雷 | الراي و "إله" أو "كامي" ( 神   شين) . انه عادة ما يصور على أنه شيطان يبحث على الأرواح ويضرب الطبول لخلق الرعد، ويوجد رمز تومو مرسوماً على الطبوله. ويعرف أيضا بالأسماء التالية:
- ياكوسا ايكازوجي نو كامي : 'ياكوسا (八, eight) and  ايكازوجي (雷, thunder) and kami (神, إله)
- 'كامينر-ساما'   كامينر "(雷،" بوابة "، أو رعد) و  ساما '(様، مصطلح ياباني يعني" سيد ")
- 'رايدن-ساما' '،' 'الراي' (雷، الرعد)، «دين» (電 البرق)، و  ساما  ([مصطلحات يابانية [| 様]]، يعني سيد)
- 'نارو كامي'   نارو "(鳴، الطبول) و" كامي "(神، أله)

## أساطير
ولد من قبل الزوج الإله إوزنامي وإزاناغي بعد قيام دولة اليابان. هناك أسطورة تقول ان آلهة البرق الثمانية اتهموه بأن الطبول الذي يحملها اعطيت له من قبل بوذا. هذا نوع من توفيق بين الأديان من غير المألوف في اليابان، حتى بعد انفصال بوذا عن بقية الآلهه. وحتى في الأيقنه صناع التماثيل من راجين وفوجين الآلهة وقد تأثر بشدة من الفن البوذي، وبحد ذاته أثرت على الفن اليوناني والهندي.و يظهر بأسم ليو قونغ إله الرعد في الأساطير الصينية

## في الحضارة اليابانية
رايجين هو الإله المعروف وشهرته قد ولدت شخصيات عديد من أشكال اليابان وخصوصاً في مجال الأعلام الحديث. وتظهر بشكل مهيب، على سبيل المثال انه يظهر أيضا في دور ثانوي في اللعبة اليابانية  فاينل فانتسي VIII  بشخصية سايفر الماسي. كما في لعبة جينشين ايمباكت شخصية رايدن شوغون (آي) ورايدن ماكوتو مشتقتان من الرايجين.
بعض الآباء اليابانيين يقولون للأطفال لإخفاء السرة (أو السرات) في أثناء العواصف الرعدية. وهذا هو المعتقد الشعبي وينسب رايجين وأحيانا يتناول السرة أو البطن للأطفال، وفي حالة حدوث الرعد، ونطلب لذويهم اقول تقليديا الأطفال لطلب السرات بهم من إخفاء رن تشونغ لم تتخذ بعيدا. رفيق رايجين هو شيطان رايجو. وهو ذئب متوهج كبير الحجم يرافق راجين أينما ذهب، وأخ رايجين وقرينه هو الإله فوجين

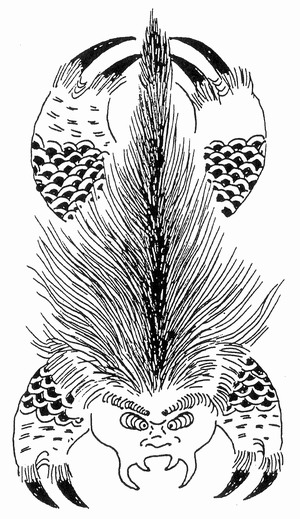
رايجو بان كوكي (伴 蒿 蹊 واليابانية و* 1733، † 1806)

### فوجين ورايجين في الأنمي
جاء ذكر فوجين ورايجين في مسلسل إنمي ومانغا ناروتو، حيث ساعد الأخوان فوجين ورايجين السمينان ساعدا ميزوكي على الهروب من سجن كونوها لكن استطاعت الهوكاغي الخامس السيدة تسونادي إيقافهما وإعادتهما إلى السجن. كما وظهرت شخصيته في أنمي ون بيس، والخصم الرئيسي في «سكايبا (جزيرة السماء)» وهو «اينيل» هو مبني على أساس شخصية رايجين. أكل فاكهة الشيطان «غورو غورو نومي» لمنحه قدرة على صنع البرق، ويحمل خاتما البراميل على ظهره.

## الثقافة الشعبية
الثقافة الغربية، يظهر رايجين بشخصية رايدن Raiden (الراي (雷، الرعد) + دن (電 والبرق))، ويظهر على شكل رجل طويل القامة الراهب يرتدي قبعة من القش الكبيرة (تستخدم القبعات على نطاق واسع في جميع أنحاء آسيا من أجل المطر)، مع القدرة على خلق العواصف والرعد، والبرق. كان أول استخدام لهذه الشخصية الآلهة ظهور في فيلم 1986  مشكلة كبيرة في ليتل الصين  1986، الذي أنتج من قبل ليو قونغ، إله الصيني مماثل، قد أثرت على شخصية في الفيلم.
ظهر في 1992 لعبة القتال  مورتال كومبات I . وهو يشبه إلى حد ما ظهور في فلم 'مشكلة كبيرة في الصين ليتل "، وتصوير المتكرر للشخصية في ألعاب متعددة في هذه السلسلة، مما جعله منه معروف على نطاق واسع في الولايات المتحدة. وفي لعبة فيديو  سايلنت هيل 3 ، بشخصية هيذر "إله الرعد" الذي إلهم من قبل رايجين.

## الروابط الخارجية
- Netsuke: masterpieces from the Metropolitan Museum of Art كتالوج من متحف متروبوليتان للفنون (متاح بالكامل على الإنترنت بصيغة PDF)، الذي يحتوي على العديد من تماثيل رايجين.